# Richard Jobson

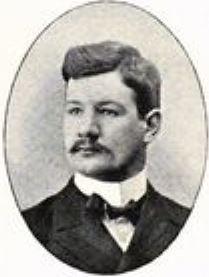
Richard Jobson.

Richard Henry Thorburn Jobson, född 28 april 1877 i Varberg, död 1934 i Göteborg, var en svensk ingenjör och industriman. 
Efter mogenhetsexamen 1895 utexaminerades Jobson från Kungliga Tekniska högskolan 1898. Han var elev vid Uddevalla mekaniska verkstad 1893, vid Halmstads elektricitetsverk 1895 och vid stadsingenjörskontoret i Varberg 1897. Han blev montageingenjör vid Boye & Thoresens Elektriska AB i Göteborg 1898, ingenjör hos Ernest Scott & Mountain Ltd i Newcastle upon Tyne 1899, var byråingenjör vid Elektriska AB AEG i Stockholm 1900–1901, chef för Falu Elektriska Belysnings AB 1901–1905, verkställande direktör för Yngeredsfors Kraft AB i Göteborg 1905–1908, tillika elektrisk inspektör vid Stora Kopparbergs Bergslags AB i Falun 1903–1908 och chef för AEG Electrical Co. Ltd i Newcastle upon Tyne från 1908. 